# 라이몬트 모먼스
라이몬트 모먼스(네덜란드어: Raymond Mommens, 1958년 12월 27일, 오스트-플란데런 주 레베커 ~)는 벨기에의 전직 국가대표 축구 선수로, 현역 시절 좌측 미드필더와 스트라이커로 활약했다
그는 현재 샤를루아의 유망주 발굴 부서에서 활동하고 있다.

## 클럽 경력
그는 현역 시절 로케런과 샤를루아에서 활약했다.

## 국가대표팀 경력
그는 1978년 월드컵 예선전 경기에서 벨기에 국가대표팀 신고식을 치럿다. 그는 1982년과 1986년 월드컵, 1980년과 1984년 유럽 선수권 대회 명단에 이름을 올렸다.

## 수상

### 선수
로케런
- 벨기에 1부 리그 준우승: 1980–81[1]
- 벨기에 컵 준우승: 1980–81[1]
- 마탠 브뤼주아즈: 1982[2]

샤를루아
- 벨기에 컵 준우승: 1992–93[3]

### 국가대표팀
벨기에
- 유럽 선수권 대회 준우승: 1980[4]
- FIFA 월드컵 4위: 1986[5]
- 벨기에 스포츠 공로상: 1980[6]